# Virectaria herbacoursi
Virectaria herbacoursi är en måreväxtart som beskrevs av Nicolas Hallé. Virectaria herbacoursi ingår i släktet Virectaria och familjen måreväxter.

## Underarter
Arten delas in i följande underarter:
- V. h. herbacoursi
- V. h. petrophila